# (4086) Подалирий
(4086) Подалирий (лат. Podalirius, др.-греч. Ποδαλείριος) — типичный троянский астероид Юпитера, движущийся в точке Лагранжа L4, в 60° впереди планеты. Астероид был открыт 9 ноября 1985 года советским астрономом Людмилой Журавлёвой в Крымской обсерватории и назван в честь одного из героев Троянской войны.

Орбита астероида Подалирий и его положение в Солнечной системе
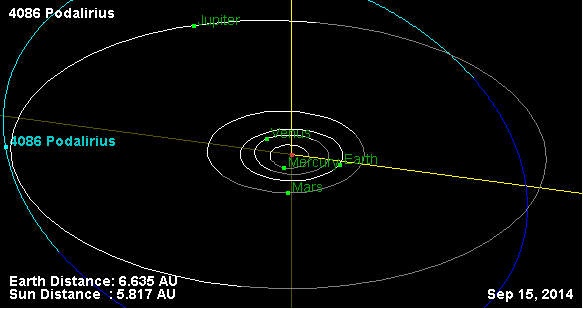
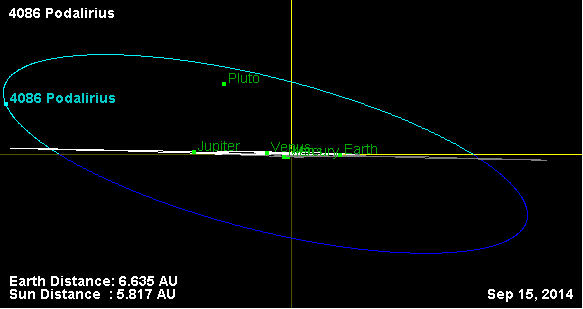

Фотометрические наблюдения, проведённые в 1994 году, позволили получить кривые блеска этого тела, из которых следовало, что период вращения астероида вокруг своей оси равняется 10,43 ± 0,04 часам, с изменением блеска по мере вращения 0,13 ± 0,01 m.